# الصافية (يريم)

تعديل مصدري - تعديل

الصافية هي إحدى قرى عزلة بني عمر بمديرية يريم التابعة لمحافظة إب، بلغ تعداد سكانها 95 نسمة حسب تعداد اليمن لعام 2004.